# ニュー・ティヴォリ
ニュー・ティヴォリ（New Tivoli）は、ドイツ・ノルトライン＝ヴェストファーレン州アーヘンにあるサッカー専用スタジアム。アレマニア・アーヘンがホームスタジアムとして使用している。

## 概要
2008年5月に建設が始まり、2009年8月12日、FCザンクトパウリとの試合でこけら落しが行われた。スタジアムのホームチームであるアレマニア・アーヘンは4部相当にあたるレギオナルリーガに所属しているため、スタジアムの平均入場者数は満員の半分以下である13,000人程度に留まっている。
ティヴォリという伝統的なスタジアム名を守るために命名権の売却は行なっていない。そのため、スタジアム開設と同時にそれぞれ100, 200, 500ユーロの債券を発行し、2013年8月に購入した金額の100%が返還される予定であった。しかし、2012年12月にアレマニア・アーヘンが財政難による破産を申告したため、この債券は無効となり購入者は全損することとなった。

## ギャラリー

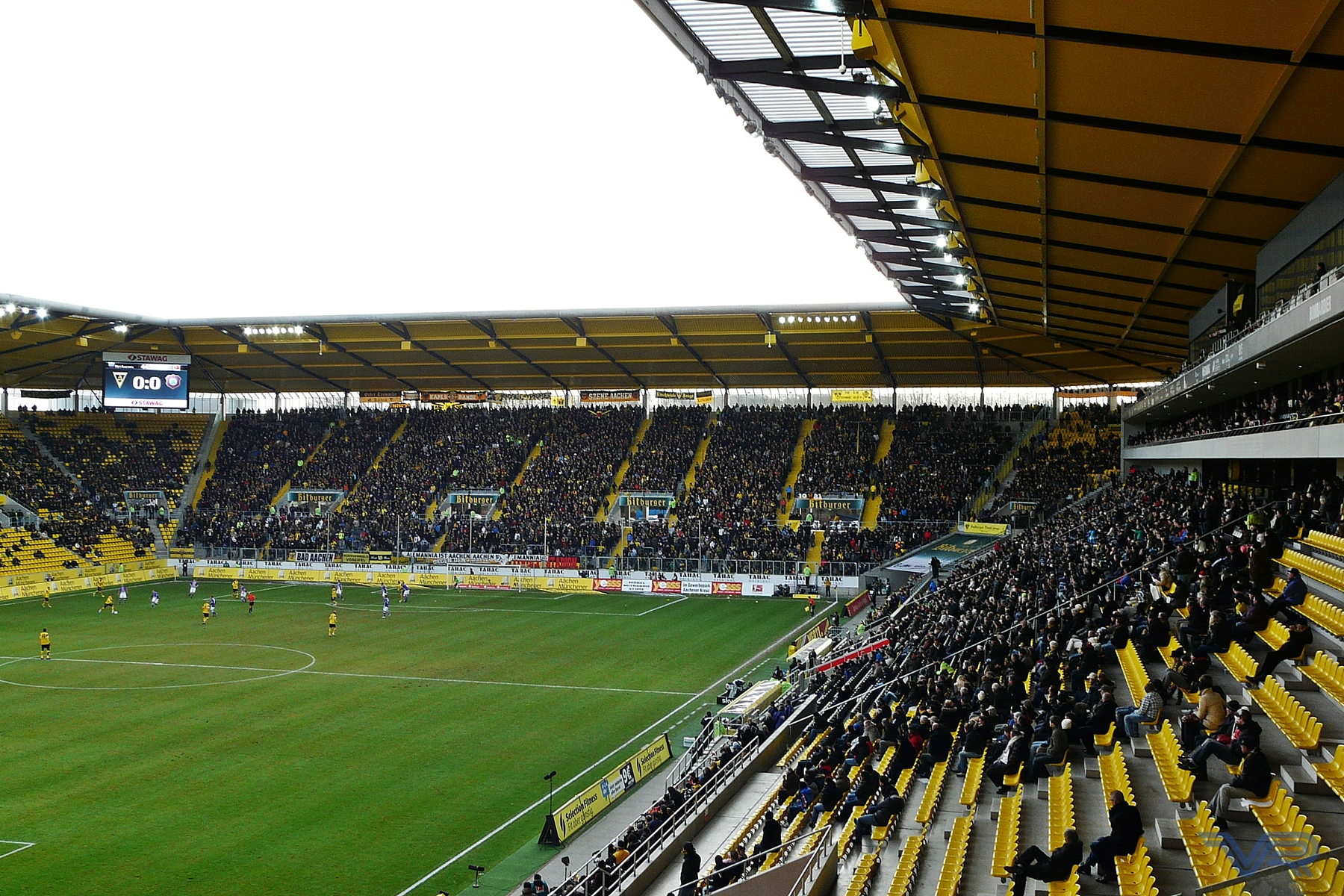
内観
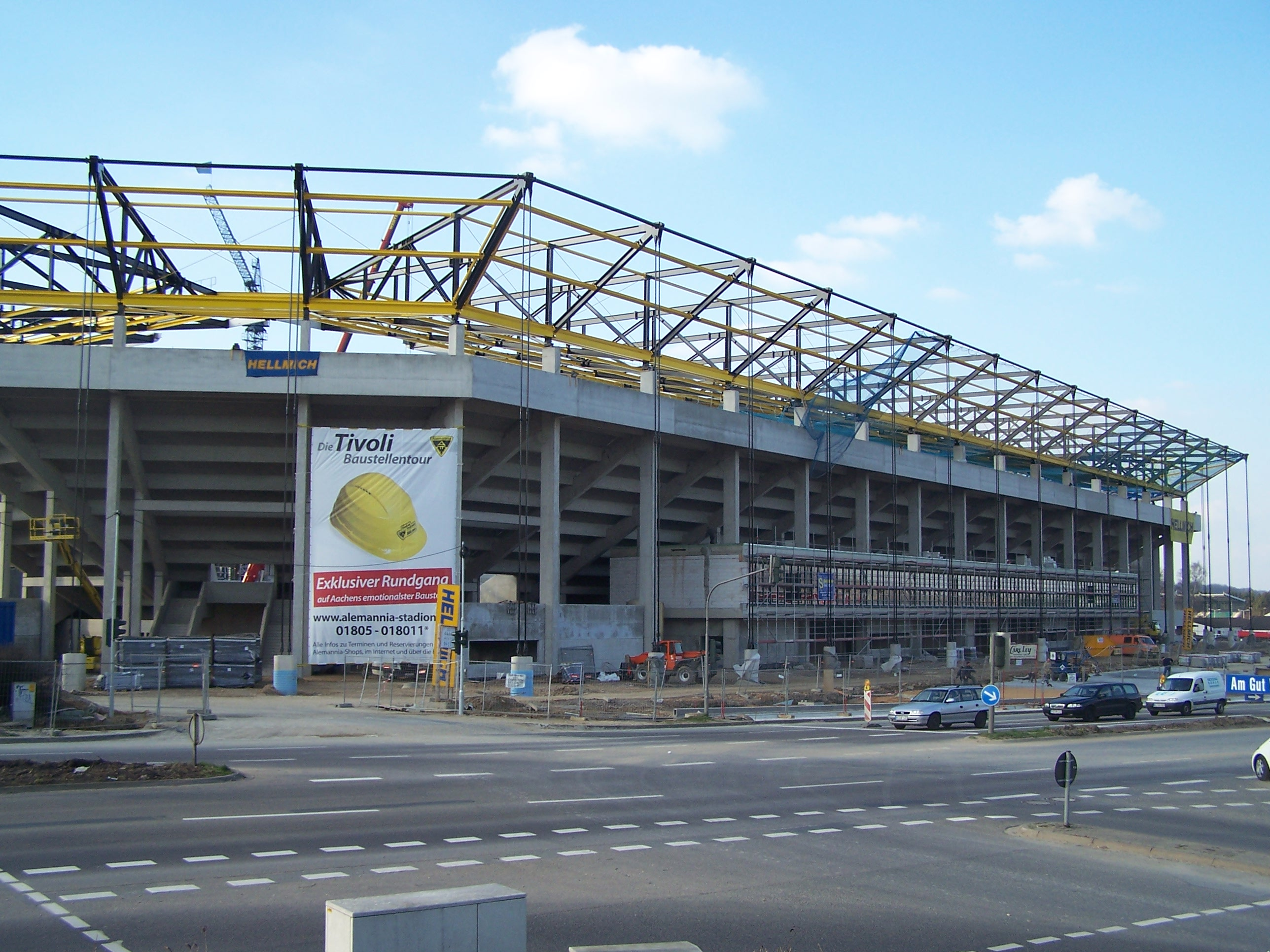
外観
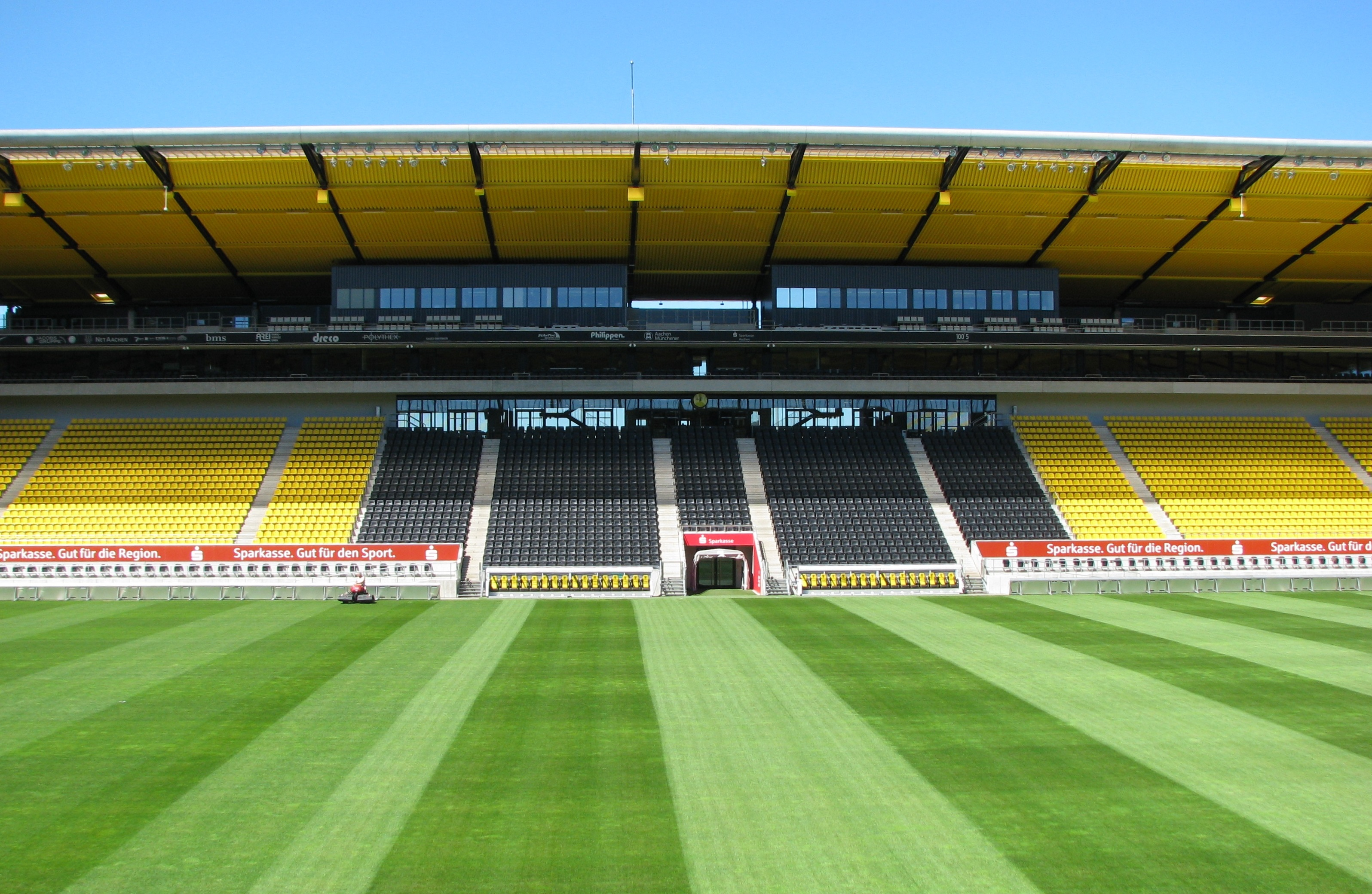
メインスタンド
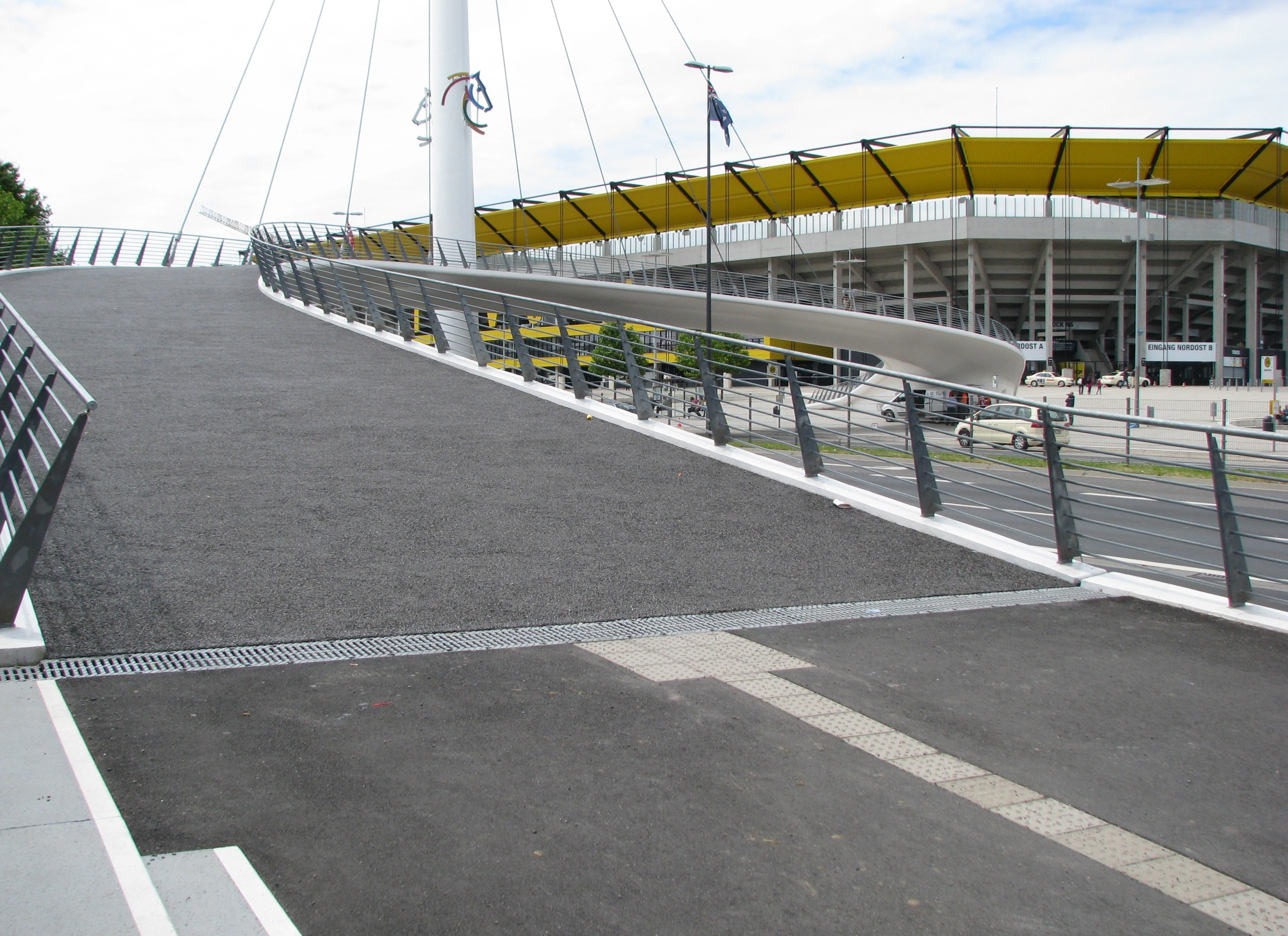
スタジアムへと続く歩道橋